# Impero austro-ungarico
L'Impero austro-ungarico (in tedesco Österreichisch-Ungarische Monarchie, in ungherese Osztrák–Magyar Monarchia), o semplicemente Austria-Ungheria (in tedesco Österreich-Ungarn, in ungherese Ausztria-Magyarország) fu uno Stato dell'Europa centrale nato nel 1867 con il cosiddetto Ausgleich ("compromesso") tra la nobiltà ungherese e la monarchia asburgica inteso a riformare l'Impero austriaco nato nel 1804.
In virtù di questa riforma costituzionale l'Impero austriaco divenne «monarchia austro-ungarica» che, sotto l'identico sovrano, riconosceva l'esistenza di due regni distinti e in condizioni di parità, per cui il Regno d'Ungheria si autogovernava e godeva di una sua politica autonoma in molti campi. Gli Asburgo (o Absburgo) erano dunque sia imperatori d'Austria sia re di Ungheria. Il nome completo dello Stato era «I regni e le terre rappresentate nel concilio imperiale e le terre della Corona di Santo Stefano». Gli storici individuano questo compromesso col nome di "duplice monarchia": nei territori austriaci era denominato anche colloquialmente come kaiserliche und königliche ?o k. u. k.) Doppelmonarchie ("Duplice monarchia imperiale e regia") o Donaumonarchie ("monarchia danubiana").
L'impero aveva una superficie di 680 000 km² (era il secondo Paese europeo per estensione dopo l'Impero russo) e nel 1910 contava 52 milioni di abitanti. La capitale era Vienna, città che passò dai 440 000 abitanti del 1840 ai 2 200 000 alla vigilia della prima guerra mondiale, quando era la terza città più grande d'Europa. Austria e Ungheria avevano costituzioni, parlamenti e ministeri separati (per l'Ungheria la capitale era Budapest). Il sovrano e i ministeri competenti per la politica estera, la politica economica e quella militare erano in comune. Accanto all'imperiale e regio esercito comune esistevano anche un esercito nazionale austriaco (Kaiserlich-königliche Landwehr) e uno ungherese (Magyar királyi honvédség). Le questioni finanziarie (come la spartizione delle spese comuni) e quelle commerciali erano regolate da compromessi decennali rinnovabili.
Trattandosi di un impero multietnico in un'epoca di forte risveglio del nazionalismo, l'Austria-Ungheria fu continuamente travagliata dalle dispute fra gli undici gruppi etnici che lo componevano. Nonostante le dispute e rivalità tra i molti gruppi etnici facenti parte dell'Impero, l'economia dell’Austria-Ungheria divenne sempre più sviluppata, portando poi a una rapida industrializzazione dello stato, rendendolo così in breve tempo uno dei più potenti stati europei. È ampiamente riconosciuto per essere stata la causa principale dello scoppio della Prima guerra mondiale, in quanto, dopo l'assassinio dell'arciduca austriaco Francesco Ferdinando da parte di Gavrilo Princip, uno studente serbo, l'Austria attaccò il Regno di Serbia, dando così l'opportunità a moltissimi stati europei, ma anche esterni all'Europa, di scontrarsi tra di loro, poiché si stava vivendo un forte periodo di tensione nato dall'insoddisfazione, dalle mire espansionistiche e dai desideri di vendetta di certi paesi.

## Storia

### Origini
Dalla metà del XIX secolo l'imperatore Francesco Giuseppe stava cercando una soluzione per riappacificarsi con la nazione magiara, quando nel 1866 esplose quella che sarebbe stata la guerra austro-prussiana, dalla quale l'Impero austriaco uscì sconfitto. Dopo la battaglia di Sadowa (1866) i prussiani invasero in poche settimane la Boemia e arrivarono a minacciare la stessa capitale austriaca (Vienna), costringendo la Casa d'Asburgo a firmare la resa.
Subito dopo la guerra con la Prussia ripresero le trattative per ristabilire lo status quo con l'Ungheria. Le delegazioni furono guidate da vari politici e statisti tra i quali Ferenc Deák, Friedrich Ferdinand von Beust, e Gyula Andrássy il Vecchio, che giocarono un ruolo di prim'ordine al fine di ottenere un compromesso tra l'Austria e l'Ungheria. Nel 1867 si giunse a un accordo tra le due nazioni e venne firmato l'Ausgleich, che divideva lo Stato asburgico in Cisleitania (Austria) e Transleitania (Ungheria). Politicamente i due regni erano uniti, ma in quanto a questioni interne erano due entità statali separate.

### Vittoria della Prussia su Austria-Ungheria e nascita della triplice alleanza
In seguito alla sconfitta subita con la Prussia e con l'Italia nel 1866 l'Austria perse ogni influenza sugli Stati tedeschi e sulla Confederazione germanica. Quest'ultima, riunita sotto la guida dei prussiani, costrinse l'Impero austro-ungarico a cambiare la politica espansionista asburgica dalla Germania ai Balcani, dove tuttavia si trovò in competizione con l'Impero russo. L'interesse degli Asburgo negli affari balcanici venne riaffermato dall'occupazione della Bosnia ed Erzegovina (1878). La possibilità di conflitto con la Russia in questa area spinse l'Austria-Ungheria ad allearsi con l'Impero tedesco: nel 1879 venne stretta la Duplice alleanza con la quale i due sovrani si promettevano vicendevole sostegno in caso di aggressione russa. La firma della Duplice alleanza era stato l'ultimo atto del ministro degli esteri Andrássy, il quale si dimise poco dopo la firma; ma la Duplice alleanza (dal 1882 al 1915 Triplice alleanza, con l'adesione dell'Italia) sopravvisse come il principale fattore nella posizione internazionale della monarchia asburgica fino all'ultimo giorno dell'impero (novembre 1918).
Nel 1881 fu stipulata un'alleanza con la Serbia, che dopo il congresso di Berlino (1878) si era rivolta all'Austria-Ungheria per chiedere protezione ed era di fatto diventata uno Stato satellite della monarchia asburgica. L'Alleanza dei tre imperatori – aggiornamento del 1881 della Lega dei tre imperatori firmata nel 1873 dagli imperatori di Russia, Germania e Austria-Ungheria – portò al riconoscimento russo dell'egemonia asburgica sulla parte occidentale della penisola balcanica; i firmatari dell'alleanza promisero di consultarsi a vicenda sui cambiamenti in atto nell'Impero ottomano; l'Austria-Ungheria ricevette dalla Russia la promessa che non ci sarebbero state obiezioni a una possibile annessione futura della Bosnia ed Erzegovina e in cambio alla Russia fu data assicurazione che sarebbe stata riconosciuta la sua posizione negli «stretti» (Dardanelli, mar di Marmara e Bosforo).
Nel biennio 1882-1883 l'Austria-Ungheria sottoscrisse due trattati difensivi (la Triplice alleanza e l'Alleanza rumena) favoriti dal cancelliere tedesco Otto von Bismarck, il quale, essendo l'Austria-Ungheria il principale alleato commerciale della Germania, cercava di neutralizzare tutte le potenziali fonti di conflitti per la monarchia asburgica. La Triplice alleanza fra Germania, Austria-Ungheria e Italia (20 maggio 1882) era innanzitutto un trattato difensivo contro un eventuale attacco della Francia all'Italia o alla Germania e non faceva quindi cenno ai problemi esistenti tra l'Impero asburgico e il Regno d'Italia; l'accordo segreto tra Austria-Ungheria e Romania (30 ottobre 1883) era un accordo difensivo contro eventuali attacchi della Russia. La Triplice alleanza e l'alleanza rumena rafforzarono non solo lo status quo internazionale ma anche quello interno della monarchia asburgica, indebolendo allo stesso i movimenti irredentistici in Transilvania. Essendo un accordo diretto contro la Francia, la Triplice alleanza era importante soprattutto per la Germania e l'Italia, mentre l'Austria-Ungheria ne era danneggiata.
La Germania fece perciò ogni sforzo per costringere Vienna a rinnovare la Triplice alleanza, minacciando di ritirare la protezione tedesca contro un'aggressione russa; mentre non ebbero successo i tentativi della diplomazia asburgica di evitare nuovi obblighi in Europa occidentale. Il ministro austriaco Kálnoky nel 1887 riuscì a eludere la richiesta italiana di appoggio della politica coloniale italiana, ma non fu capace di tenere l'Italia fuori da un coinvolgimento nei Balcani. Kálnoky riconobbe all'Italia il diritto di chiedere un compenso in caso di cambiamenti nello status quo territoriale nei Balcani, ma senza entrare nello specifico. In un certo qual modo tutte le differenze di vedute e gli scontri tra austriaci e italiani sulla politica balcanica nel primo decennio del XX secolo possono essere fatti risalire alla genericità e all'ambiguità con cui la clausola venne inserita nel rinnovo della Triplice alleanza nel 1887 (clausola più tardi formalizzata nell'articolo VII del trattato).
Sempre nel 1887 attorno alla Triplice alleanza venne costruito un sistema di alleanze e di accordi che determinarono il completo isolamento della Francia e obbligarono le maggiori potenze europee a garantire lo status quo lungo i confini dell'Impero ottomano. Col primo e col secondo "Accordo Mediterraneo", sottoscritti rispettivamente il 12 febbraio e il 12 dicembre del 1887, la Gran Bretagna si univa ad Austria-Ungheria e Italia, interessate a rendere impraticabili gli stretti alla Russia; Kálnoky abbandonò perciò la ricerca di accordi diretti bilaterali con la Russia. Solo nel 1895 Goluchowski, che succedette a Kálnoky come ministro degli esteri, decise di ripristinare le relazioni dirette di Vienna con l'Impero russo.
Nel 1897, in occasione della visita di Francesco Giuseppe e Goluchowski a San Pietroburgo, vennero sottoscritti degli accordi austro-russi, che affidavano il mantenimento dello status quo balcanico alla cooperazione bilaterale di Austria-Ungheria e Russia, invece che a un sistema di alleanza multilaterale; si puntava cioè a escludere l'Italia dai Balcani, diminuendo così il valore della Triplice alleanza. Gli accordi austro-russi del 1897 vennero messi alla prova nel 1903, dopo una rivolta avvenuta in Macedonia. Dopo un incontro tra lo zar Nicola II e Francesco Giuseppe a Mürzsteg, nell'ottobre 1903 i loro ministri degli esteri, Goluchowski e Lamsdorf, abbozzarono un programma di riforma dell'Impero ottomano. L'anno successivo fu redatto un accordo di reciproca neutralità: la Russia sarebbe stata neutrale in caso di conflitto fra Italia e Austria e l'impero asburgico neutrale in caso di conflitto fra Russia e Giappone; i conflitti balcanici erano esplicitamente esclusi dall'accordo.
Dopo l'assassinio di Alessandro I di Serbia nel corso di una rivolta militare (11 giugno 1903) la dinastia dei Karađorđević sostituì quella degli Obrenović. La politica espansionista serba, volta a unire in un regno serbo tutti gli slavi meridionali, rese difficili le relazioni della Serbia con la monarchia degli Asburgo. L'Impero austro-ungarico tentò di intimidire i Serbi con misure di tipo economico. Nel 1906 pertanto fu proibita l'importazione di bestiame dalla Serbia: la cosiddetta "guerra dei maiali", che invece di bloccare la Serbia la spinse piuttosto nel campo russo.

### Annessione della Bosnia ed Erzegovina
Una svolta nella politica estera austriaca si verificò nel 1906, quando il ministro degli esteri Goluchowski fu sostituito dal primo ambasciatore austriaco a San Pietroburgo Alois Lexa von Aehrenthal. Aehrenthal tentò di liberare l'Austria-Ungheria dalla sottomissione alla Germania e di intraprendere una politica balcanica dinamica. Un primo passo fu la sua proposta di costruire una ferrovia attraverso il Sangiaccato di Novi Pazar; ma l'opposizione congiunta russo-serba costrinse Aehrenthal ad abbandonare il progetto, convincendolo che qualsiasi avanzata austriaca nei Balcani avrebbe dato luogo probabilmente a una guerra con la Serbia e forse anche con la Russia. Il rischio di un conflitto del genere crebbe in breve tempo. Nel luglio 1908, dopo un colpo di mano, il movimento dei Giovani Turchi avviò la riforma costituzionale dell'Impero ottomano. Temendo che il cambiamento potesse minare le posizioni asburgiche in Bosnia ed Erzegovina, nominalmente ancora sotto sovranità ottomana, Aehrenthal tentò di rafforzare la posizione austro-ungarica nella penisola balcanica.

Composizione etnica della popolazione nell'Impero austro-ungarico in base al censimento del 1910, la mappa non riporta correttamente l'exclave linguistica italiana di Zara

Nel settembre 1908 Aehrenthal si incontrò col ministro degli esteri russo Aleksandr Petrovič Izvol'skij accettando la proposta russa dell'annessione della Bosnia ed Erzegovina in cambio dell'appoggio austriaco al passaggio di navi da guerra russe negli «Stretti» (Dardanelli, Mar di Marmara e Bosforo). Pertanto quando il 6 ottobre 1908 fu annunciata l'annessione della Bosnia ed Erzegovina da parte della Duplice monarchia, vi furono reazioni violente da parte della sola Serbia. Quando tuttavia il ministro russo Izvol'skij scoprì che Regno Unito e Francia si opponevano al passaggio delle navi russe attraverso gli Stretti, la Russia ritirò l'appoggio provvisorio all'annessione austriaca della Bosnia ed Erzegovina, appoggiando le rivendicazioni della Serbia. La situazione divenne seria, e per qualche tempo una guerra sembrò imminente. Nonostante le pressioni del capo di stato maggiore austriaco von Hötzendorf, fautore della guerra preventiva, affinché l'Austria-Ungheria decidesse per una politica aggressiva, Aehrenthal cercò di risolvere la crisi per via diplomatica. La Serbia dovette venire a patti con la monarchia asburgica, dopo che un ultimatum tedesco (marzo 1909) aveva costretto la Russia a ritirarne l'appoggio, e dopo che il governo turco aveva accettato l'annessione austriaca della Bosnia ed Erzegovina in cambio di un compenso in danaro. La crisi bosniaca fu risolta; ma i serbi, profondamente feriti nell'orgoglio nazionale, continuarono a fomentare agitazioni nelle province slave meridionali.
L'annessione della Bosnia ed Erzegovina ebbe ripercussioni anche nei rapporti fra l'Austria-Ungheria e le altre nazionalità slave nel regno. Da molti anni i cechi erano attratti dal movimento panslavo, tanto che un congresso panslavo si era tenuto a Praga nel luglio 1908. Durante la crisi diplomatica dell'inverno seguente, i cechi presero senza esitazioni le parti dei serbi e, il giorno del 60º anniversario dell'ascesa di Francesco Giuseppe al trono, a Praga dovette essere dichiarata la legge marziale. Il conflitto nazionale si riversò sulla monarchia: le attività parlamentari furono tutte bloccate dall'ostruzionismo dei parlamentari cechi. Il primo ministro austriaco Beck si dimise nel novembre 1908; nel febbraio seguente il suo successore, Richard von Bienerth-Schmerling, dopo aver concluso poco con un gabinetto di ministri civili, tentò di placare le nazionalità inserendo nel suo gabinetto dei Landsmannminister (rappresentanti nazionali).
Tuttavia l'ostruzionismo dei parlamentari slavi nel Reichsrat, il parlamento austriaco, continuò. I tedeschi, che controllavano il governo e l'amministrazione centrale, continuavano ad assegnare alla monarchia il ruolo di avamposto della cultura tedesca; parallelamente gli slavi volevano fare dell'Austria il punto di partenza per le aspirazioni nazionali slave. Il leader agrario ceco František Udržal affermò in parlamento: «Noi desideriamo salvare il parlamento austriaco dalla rovina assoluta, ma desideriamo salvarlo a pro degli slavi di Austria che formano i due terzi della popolazione del regno». Le aspirazioni slave furono tuttavia indebolite dall'atteggiamento dei polacchi che rimasero fedeli al governo centrale relegando il conflitto delle nazionalità a una disputa ceco-tedesca.
Anche il Partito Socialdemocratico d'Austria non riuscì a controllare gli antagonismi fra le diverse nazionalità al suo interno. Nel 1899, al congresso del partito a Brünn i socialdemocratici avevano presentato un programma di riforma nazionale basato su federalismo democratico che accordava il diritto delle decisioni nazionali a unità territoriali formate in base alla nazionalità. Karl Renner e Otto Bauer, che più tardi divennero leader del socialismo austro-tedesco, abbozzarono vari programmi per la soluzione del problema delle nazionalità in alcuni libri pubblicati tra il 1900 e il 1910. Tuttavia questi sforzi non riuscirono a impedire ai socialisti di dividersi anche lungo linee nazionali, tanto che nel 1910 i socialisti cechi si dichiararono indipendenti dal Partito Socialdemocratico d'Austria. Il frazionamento politico (oltre cinquanta partiti nelle elezioni del 1911) impedì a Bienerth, primo ministro d'Austria dal 1908, di formare un governo per cui il 28 giugno 1911 fu sostituito da Gautsch; ma anche costui non riuscì a comporre le divergenze fra tedeschi e cechi e poco dopo (3 novembre 1911) passò la mano a Stürgkh. Stürgkh poté tirare avanti solo a forza di decreti, governando in modo autoritario, limitando la democrazia e la libertà di stampa, finché non venne assassinato durante la prima guerra mondiale.
Fin dalla crisi bosniaca (1908-1909) la diplomazia austriaca si era convinta che la guerra con la Serbia sarebbe stata inevitabile in tempi brevi. La morte di Aehrenthal, l'autorevole ministro che era stato in grado di tenere a bada chi propugnava la guerra preventiva contro la Serbia, avvenne in un periodo (febbraio 1912) in cui negli stati balcanici erano vivi sentimenti anti-turchi nati con la guerra italo-turca in Libia. Il conte Berchtold, che gli subentrò, fu remissivo alla politica aggressiva dei militari e dei membri più giovani della diplomazia. Durante le guerre balcaniche del 1912-13, combattute dagli stati balcanici contro quanto restava dell'Impero ottomano, l'Austria-Ungheria tentò per due volte, con la minaccia di un ultimatum, di costringere la Serbia a ritirarsi dalle posizioni conquistate.
Nel febbraio e nell'ottobre 1913 furono prese in considerazione azioni militari contro la Serbia, ma entrambe le volte né l'Italia né la Germania furono disposte ad appoggiarla. L'Austria-Ungheria dovette perciò accettare senza protestare i cambiamenti territoriali che cancellavano quasi completamente la presenza turca in Europa. Per aver sostenuto la Bulgaria contro la Serbia nel corso della seconda guerra balcanica (1913), l'Austria-Ungheria guastò i rapporti anche con la Romania, che aveva peraltro mostrato sentimenti anti-asburgici a causa del trattamento delle nazionalità non-magiare in Ungheria. La Romania si unì così all'Italia e alla Serbia fra le nazioni che sostenevano i movimenti irredentistici all'interno della monarchia asburgica. Nel 1914 il governo austro-ungarico si era ormai convinto che l'integrità dell'impero richiedesse un'azione di forza contro i paesi stranieri che mostravano simpatie per l'irredentismo.

### Morte di Francesco Ferdinando e scoppio della prima guerra mondiale
Nel 1914, in seguito all'assassinio dell'arciduca Francesco Ferdinando a Sarajevo, esplose la prima guerra mondiale, dovuta a un complesso sistema di alleanze tra gli Stati europei, che vide schierati da una parte le potenze centrali (Austria-Ungheria, Germania, Impero ottomano e Regno di Bulgaria), dall'altra quelle occidentali (Francia, Regno Unito e Italia) e la Russia. Gli eserciti degli Imperi centrali, quello austro-ungarico e quello tedesco, riportarono numerosi successi iniziali sui due fronti principali del conflitto, quello occidentale contro Francia e Inghilterra e quello orientale contro la Russia, ma a Ovest quella che sarebbe dovuta essere una "guerra lampo", si trasformò in una logorante guerra di trincea; l'ingresso in guerra dell'Italia aggravò ulteriormente la posizione austroungarica, ma la fine della minaccia russa dopo la caduta della Romania e gli sconvolgimenti prerivoluzionari consentirono a Germania e Austria-Ungheria di concentrare ingenti rinforzi sul fronte italiano e sfondare il fronte presso Caporetto iniziando un'offensiva che avrebbe potuto essere decisiva, ma fu vanificata dalle crisi interne dell'impero che minarono l'esercito imperial-regio. Nel 1916 morì Francesco Giuseppe, a questi succedette Carlo I.

### Vittoria dell'Italia e crollo dell'Impero
Gli eserciti degli Imperi centrali furono così lungamente bloccati entro i propri confini dagli alleati e il Regno Unito impose anche un efficace blocco navale. L'impossibilità di rompere questo accerchiamento provocò gravi problemi nell'approvvigionamento e la penuria di cibo e materie prime cominciò a farsi sentire al fronte e fra i civili. Ancora prima che le sconfitte militari decidessero il conflitto le spinte centrifughe delle diverse etnie (nell'Impero austro-ungarico) e il conflitto sociale fra le classi (in Germania) fecero scoppiare in entrambi i Paesi tensioni che pregiudicarono lo sforzo bellico e nell'Impero austro-ungarico si trasformarono in vere e proprie rivolte; infatti le numerose nazionalità comprese nell'impero scelsero di proclamare la propria indipendenza.
Queste rivolte e la sconfitta contro l'esercito italiano nella battaglia di Vittorio Veneto obbligarono l'Impero a firmare l'armistizio con il Regno d'Italia nel 1918, e le truppe italiane occuparono il Tirolo, Trento, Trieste. L'armistizio tuttavia non riuscì a risolvere i problemi interni del Paese. Tra il 23 e il 24 marzo 1919 Carlo I fu così costretto all'esilio e i domini asburgici furono definitivamente divisi in repubbliche indipendenti. Il 3 aprile 1919 il governo repubblicano austriaco, costituitosi il 12 novembre 1918, sciolse il governo imperiale austriaco (peraltro non più funzionante), depose ufficialmente Carlo I dal trono austriaco e decretò l'espulsione della famiglia Asburgo dall'Austria, confiscandone tutti i beni.
L'Impero austro-ungarico si dissolse tra il 1918 e il 1919, in seguito alla sua sconfitta nella prima guerra mondiale. I suoi sovrani furono: l'imperatore Francesco Giuseppe I di Asburgo-Lorena (dal 1867 al 1916) e l'imperatrice Elisabetta di Baviera, detta Sissi, (dal 1867 al 1898), in seguito l'imperatore Carlo e l'imperatrice Zita (dal 1916 al 1919).

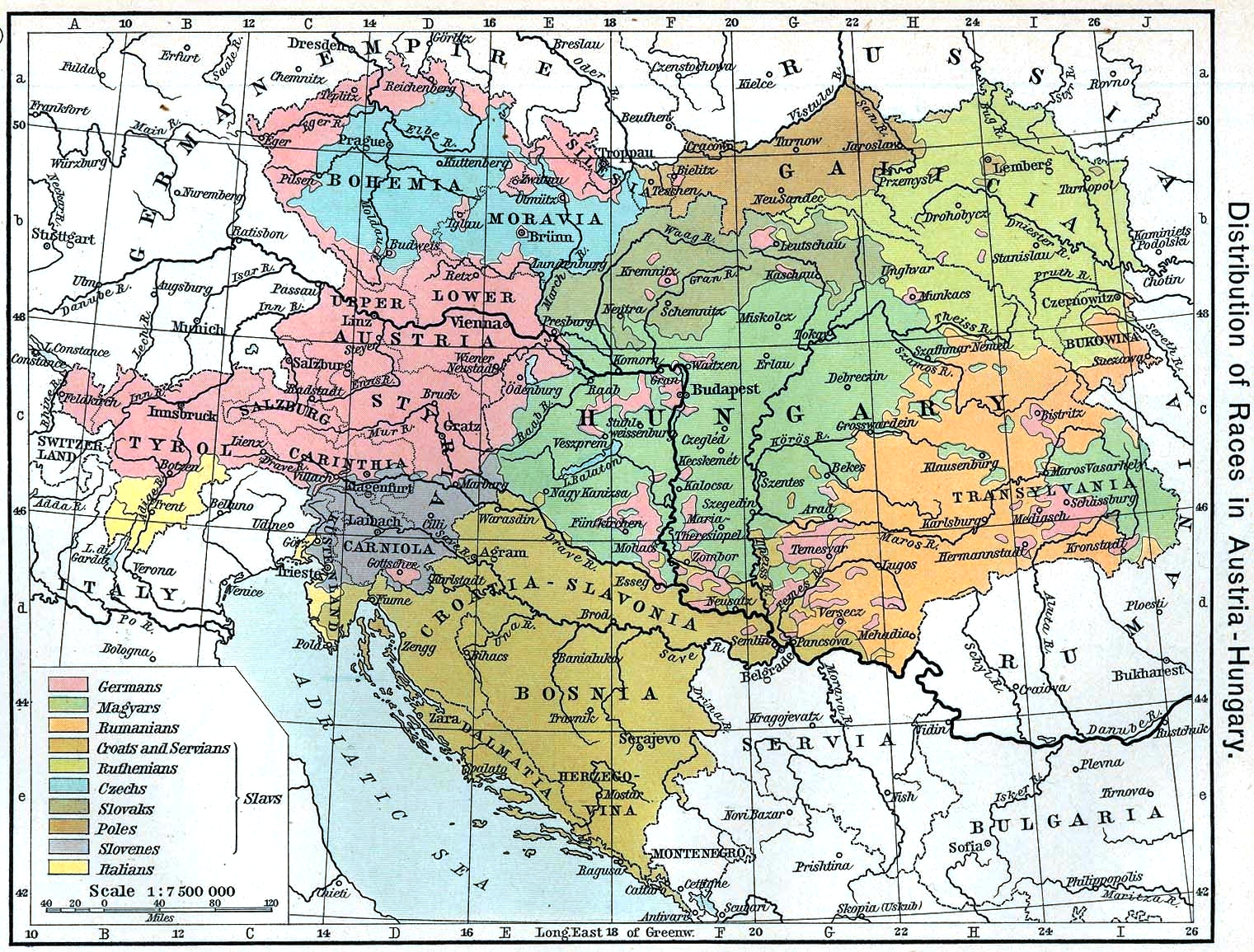
La distribuzione delle diverse nazionalità nell'impero austro-ungarico in base al censimento del 1910

Attualmente i territori che appartenevano all'Impero austro-ungarico sono parte dei territori di 13 Stati europei:
- Austria
- Ungheria
- Repubblica Ceca
- Slovacchia
- Slovenia
- Croazia
- Bosnia ed Erzegovina
- Serbia (Voivodina)
- Italia (Trentino, Alto Adige, Comuni di Livinallongo, Colle Santa Lucia e Cortina d'Ampezzo, Conca di Tarvisio, Friuli orientale e province di Trieste e Gorizia)
- Montenegro (Bocche di Cattaro),
- Romania (Transilvania, Banato orientale e la Bucovina meridionale),
- Polonia (Galizia occidentale),
- Ucraina (Rutenia, Galizia orientale e la Bucovina settentrionale).

## Le terre dell'impero

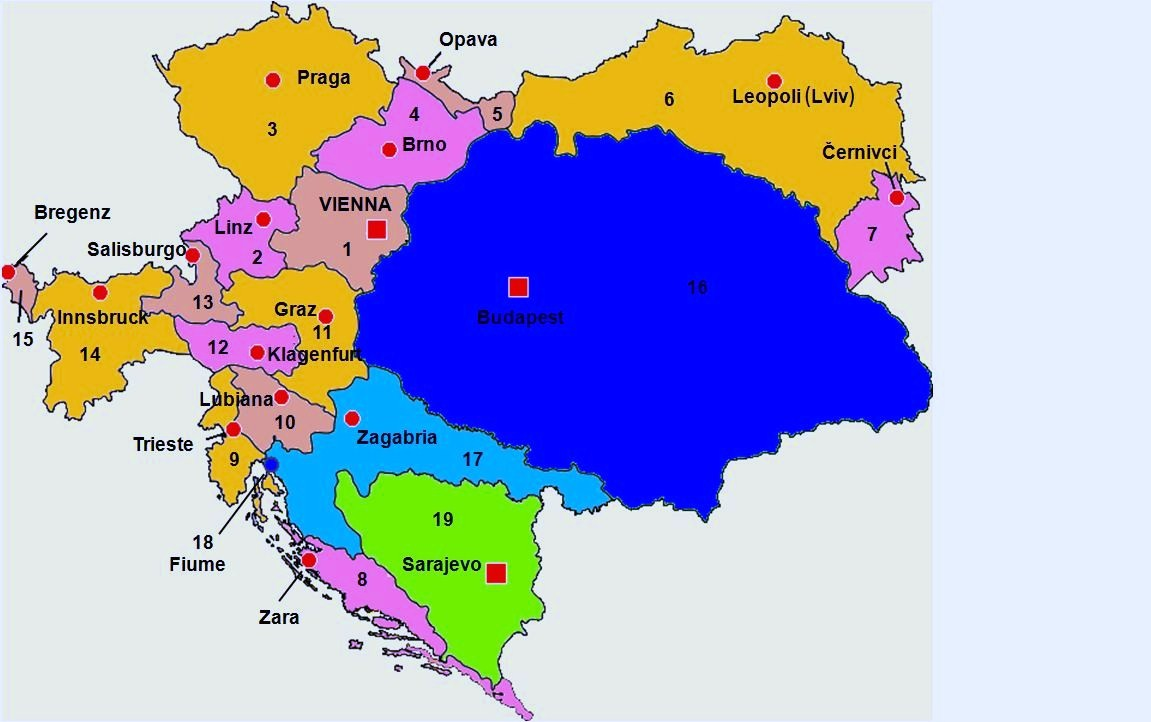
Austria-Ungheria nel 1914: in arancione, rosa e bronzo la Cisleitania; in blu e azzurro la Transleitania; in verde la Bosnia ed Erzegovina.

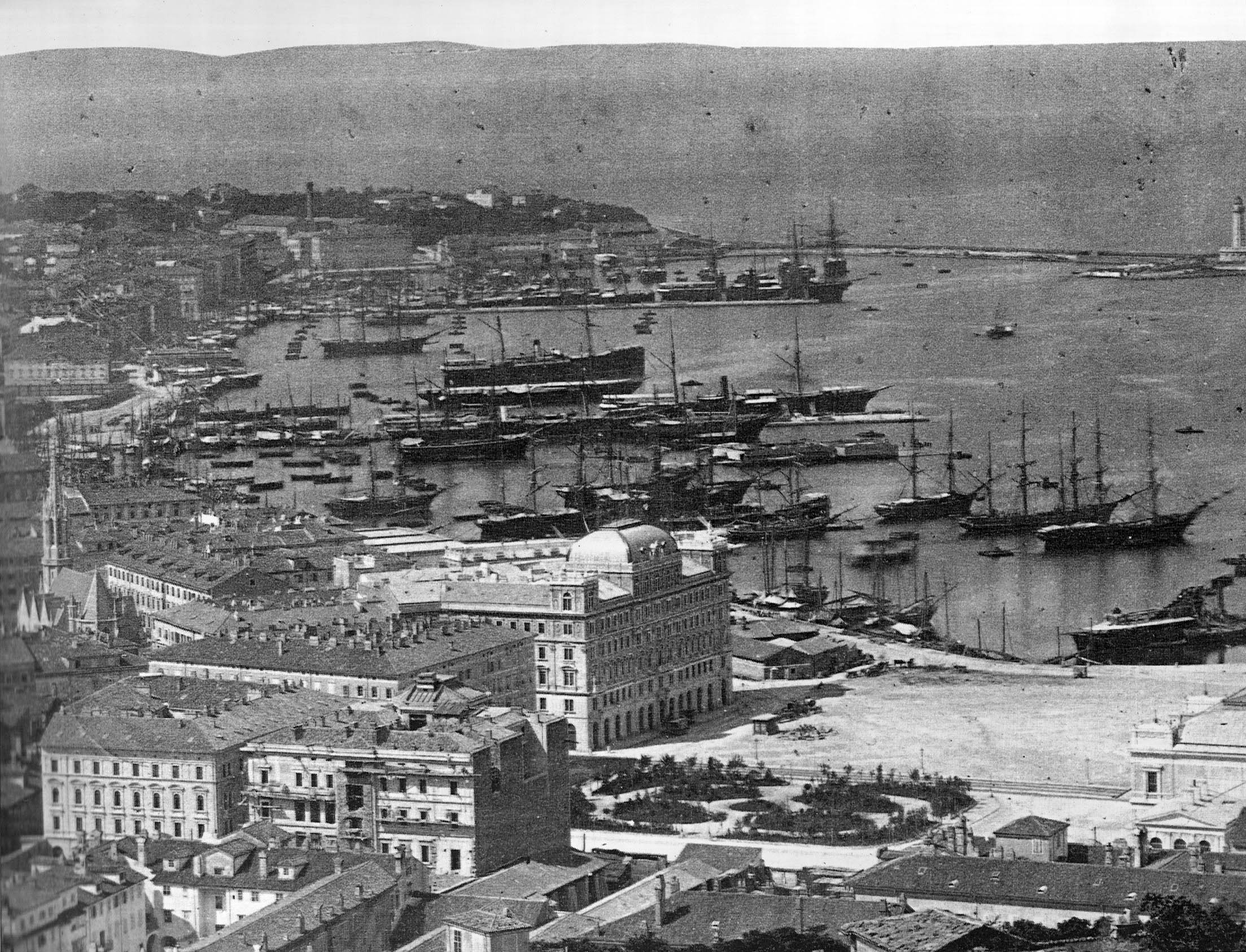
Trieste nel 1885.

Le terre non facenti parte del Regno d'Ungheria (quindi quelle "austriache") sono designate con il nome di Cisleitania, poiché, dal punto di vista degli austriaci, esse stavano a ovest del fiume Leita (malgrado la Galizia a nord-est fosse considerata "austriaca"). Tuttavia questa entità fino al 1915 non ebbe un nome ufficiale e per questo motivo ci si riferiva a essa come "i regni e le terre rappresentate nel concilio imperiale". Il concilio imperiale (Reichsrat) costituiva perciò il parlamento della Cisleitania.
Allo stesso modo anche la metà Transleitania ("ungarica") portava la designazione ufficiale di "Terre della Sacra Corona Ungherese di Santo Stefano", con riferimento al primo re cristiano dell'Ungheria. Col parlamento, rappresentante la Cisleitania e la connessione con le "Terre della Sacra Corona di Santo Stefano", ci si trovava di fronte in pratica al primo parlamento federale europeo, con un solo precedente nel vecchio Impero austriaco.
I "regni e le terre" della metà cisleitana dell'impero:
- 1. e 2. Arciducato d'Austria
- 3. Regno di Boemia
- 4. Margraviato di Moravia
- 5. Ducato di Slesia
- 6. Regno di Galizia e Lodomiria
- 7. Ducato di Bucovina
- 8. Regno di Dalmazia
- 9. Contea Principesca di Gorizia e Gradisca, Margraviato d'Istria e Città imperiale di Trieste, definiti con il nome collettivo di Litorale austriaco
- 10. Ducato di Carniola
- 11. Ducato di Stiria
- 12. Ducato di Carinzia
- 13. Ducato di Salisburgo
- 14. Principato del Tirolo
- 15. Terra di Vorarlberg

Le "terre" della metà Transleitana:
- 16. Regno d'Ungheria, incluse la Transilvania e Voivodina
- 17. Regno di Croazia e Slavonia
- 18. Città e distretto di Fiume

Parte separata dell'Impero, amministrata dal ministero comune delle finanze:
- 19. Condominio di Bosnia ed Erzegovina

Pur essendo a tutti gli effetti uno stato indipendente e sovrano, giuridicamente il
- 20. Principato del Liechtenstein era un feudo dell'Impero, essendo il Principe un feudatario dell'imperatore d'Austria.

## Etnie dell'Austria-Ungheria
| Tedeschi              | 23,9% |
| Ungheresi             | 20,2% |
| Cechi                 | 12,6% |
| Polacchi              | 10,0% |
| Ruteni (ucraini)      | 7,9%  |
| Rumeni                | 6,4%  |
| Croati                | 5,3%  |
| Slovacchi             | 3,8%  |
| Serbi                 | 3,8%  |
| Sloveni               | 2,6%  |
| Italiani              | 2,0%  |
| Serbocroati in Bosnia | 1,2%  |

Nome dell'impero nelle lingue ufficiali:

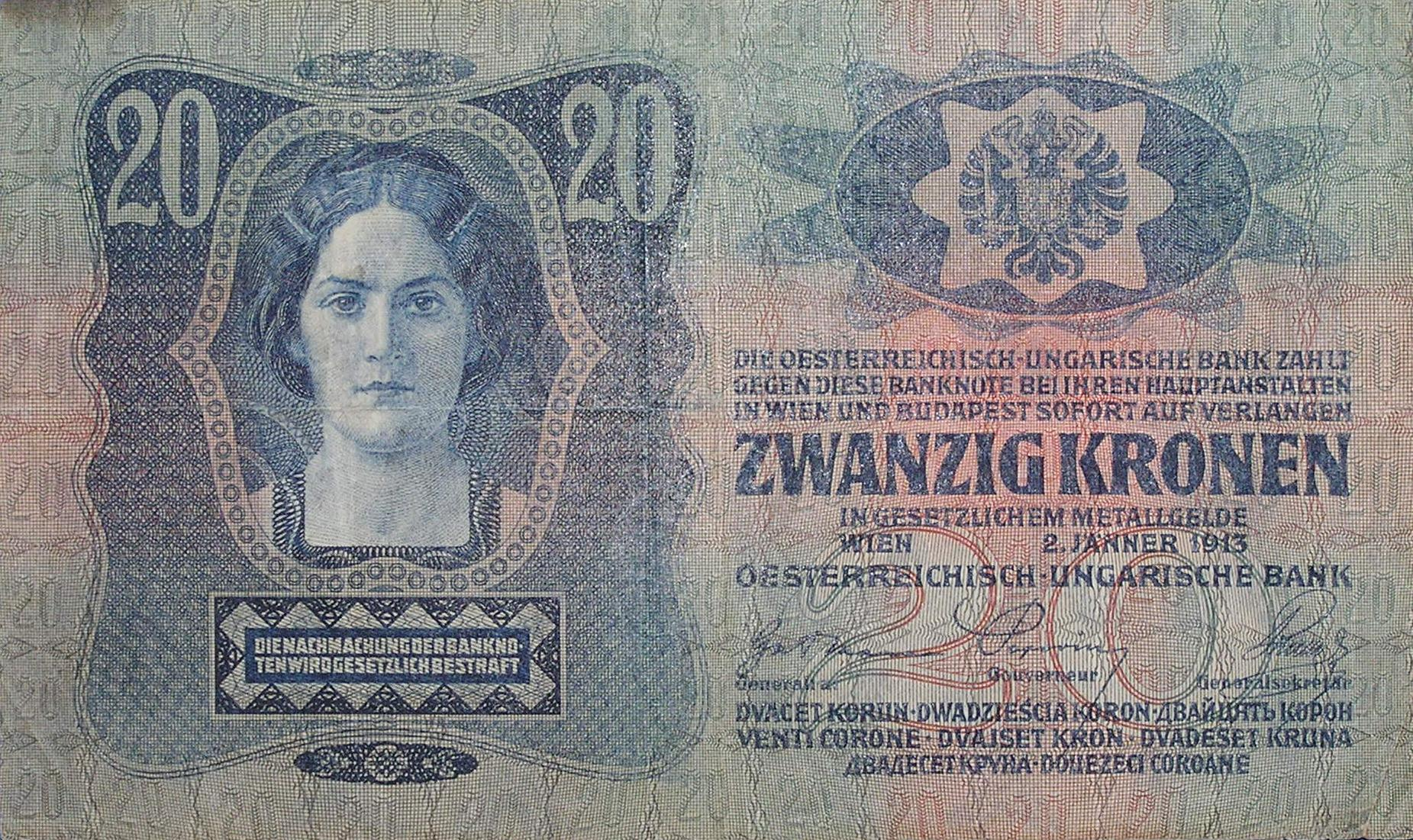
Venti corone dell'Austria-Ungheria

- tedesco: Österreich-Ungarn
- ungherese: Ausztria-Magyarország
- ceco: Rakousko-Uhersko
- croato: Austro-Ugarska
- francese: Autriche-Hongrie
- italiano: Austria-Ungheria
- polacco: Austro-Węgry
- romeno: Austro-Ungaria
- serbo: Аустро-Угарска
- slovacco: Rakúsko-Uhorsko
- sloveno: Avstro-Ogrska
- ucraino: Австро-Угорщина

## Religioni nell'impero nel 1910
| Religione o confessione | Austria-Ungheria | Austria | Ungheria | Bosnia ed Erzegovina |
| ----------------------- | ---------------- | ------- | -------- | -------------------- |
| Cattolici               | 76,6%            | 90,9%   | 61,8%    | 22,9%                |
| Protestanti             | 8,9%             | 2,1%    | 19,0%    | 0%                   |
| Ortodossi               | 8,7%             | 2,3%    | 14,3%    | 43,5%                |
| Ebrei                   | 4,4%             | 4,7%    | 4,9%     | 0,6%                 |
| Musulmani               | 1,3%             | 0%      | 0%       | 32,7%                |

Fonte: censimento del 31 dicembre 1910, pubblicato sul: Geographischer Atlas zur Vaterlandskunde an der österreichischen Mittelschulen. K. u. k. Hof-Kartographische Anstalt G. Freytag & Berndt, Vienna, 1911.

## Forze armate austro-ungariche
Durante la prima guerra mondiale l'esercito austro-ungarico raggiunse quasi 8 000 000 di unità e combatté lungo il fronte occidentale, meridionale e orientale rispettivamente contro l'Italia, la Serbia e la Russia. Esse erano formate da tre organi principali:
- esercito regolare o comune, reclutato indifferentemente su tutto il territorio imperiale;
- Landwehr – la milizia territoriale austriaca – e quella ungherese Magyar Királyi Honvédség, composte ciascuna da reclute e quadri etnicamente più omogenei delle rispettive aree governative;
- riserva territoriale austriaca e ungherese, composte da personale anziano e non adatto al servizio ordinario.

Come guardia di palazzo, reparto cerimoniale addetto al sovrano, a Vienna esisteva la cosiddetta guardia imperiale (o Kaiserlichegarde) divisa in varie compagnie tradizionali mentre a Budapest vi era un'analoga guardia reale ungherese. Ambedue i reparti erano composti esclusivamente da ufficiali di lignaggio e non avevano funzioni militari.
La difesa della contea principesca del Tirolo, che confinava col Regno d'Italia, era garantita dai cosiddetti Tiroler Schützen (o Standschützen), assieme ai Tiroler Kaiserjaeger, truppe da combattimento alpine reclutate in Trentino-Alto Adige (Welschtirol-Südtirol) e nell’attuale Tirolo austriaco (Nordtirol e Osttirol).

### Annotazioni
1. ↑  Titolo completo: imperatore d'Austria, apostolico re d'Ungheria, re di Boemia, Dalmazia, Croazia, Slavonia, Galizia, Lodomeria e Illiria; re di Gerusalemme e così via, arciduca d'Austria; granduca di Toscana e di Cracovia, duca di Lorena e di Salisburgo, di Stiria, di Carinzia, di Carniola di Bucovina; grande principe di Transilvania; margravio di Moravia; duca dell'Alta e Bassa Slesia, di Modena, Parma, Piacenza e Guastalla, di Auschwitz e Zator, di Teschen, di Ragusa e Zara; conte di Habsburg e del Tirolo, di Kyburg, Gorizia e Gradisca; principe di Trento e Bressanone; marchese della Bassa e Alta Lusazia e Istria; conte di Hohenems, Feldkirch, Bregenz, Sonnenberg, eccetera; signore di Trieste, di Cattaro e della Marca vindica; gran voivoda del voivodato di Serbia.
2. ↑  Il suo nome diventava Carlo IV quando era preso in considerazione come apostolico re d'Ungheria.
3. ↑  Letteralmente "ministro presidente", in italiano significa "primo ministro".
4. ↑  Dopo la prima guerra mondiale in Ungheria fu ristabilita de iure la monarchia, rappresentata ufficialmente dall'ammiraglio Miklós Horthy: Carlo I tentò di farsi restaurare al trono ungherese (come Carlo IV), ma ciò fu impedito dalle forze dell'Intesa. La monarchia venne poi abolita nel 1946.
5. ↑  O anche, impropriamente, solo Austria. In tedesco Österreich, e in ungherese Ausztria.
6. ↑  In tedesco: Die im Reichsrat vertretenen Königreiche und Länder und die Länder der heiligen ungarischen Stephanskrone; in ungherese: A birodalmi tanácsban képviselt királyságok és országok és a magyar szent korona országai

### Fonti
1. ↑  (EN) Gilman Fisher, The Essentials of Geography for School Year, 1888–1889, Boston, New England Publishing Company, 1888,  p. 47. URL consultato il 19 giugno 2015.
2. ↑   Stephan Vajda, Felix Austria : eine Geschichte Österreichs, Ueberreuter, 1980, ISBN 3-8000-3168-X, OCLC 7837620. URL consultato il 20 settembre 2021.
3. ↑  (EN) Austria, in Encyclopædia Britannica, 9ª ed., 1878.
4. ↑   10. La monarchia austro-ungarica e la fine dell’impero asburgico (1867-1918), su dizionaripiu.zanichelli.it. URL consultato il 30 gennaio 2018 (archiviato il 31 gennaio 2018).
5. ↑   Asburgo o Absburgo, su Sapere.it, De Agostini. URL consultato il 19 giugno 2015 (archiviato il 2 luglio 2015).
6. ↑   Austria, in Enciclopedia Italiana, Roma, Istituto dell'Enciclopedia Italiana, 1930. URL consultato il 18 maggio 2019.
7. ↑   Impero austro-ungarico, in Treccani.it – Enciclopedie on line, Roma, Istituto dell'Enciclopedia Italiana. URL consultato il 18 maggio 2019.
«Il risultato fu il 'compromesso' del 1867, che istituì la duplice monarchia austro-ungarica, riconoscendo alla minoranza ungherese importanti concessioni.»
8. ↑   Rudolf Distelberger e Manfred Leithe-Jasper, Il Kunsthistorisches Museum di Vienna. Il tesoro imperiale: arte profana e arte sacra, traduzione di Federico Canè, vol. 1, C.H.Beck, 2009,  p. 13.
«Il nuovo impero austriaco copriva tutte le terre possedute dagli Asburgo a quell'epoca, cioè le terre ereditarie d'Austria, nonché i regni di Ungheria e di Boemia. [...] Ciò fece nascere la duplice monarchia imperiale e reale di Austria-Ungheria, unita nella persona del sovrano degli Asburgo.»
9. ↑   Eva Philippoff e Impr. centrale de l'Artois), Die Doppelmonarchie Österreich-Ungarn : ein politisches Lesebuch, 1867-1918, Presses universitaires du Septentrion, 2002, ISBN 2-85939-739-6, OCLC 469547668. URL consultato il 20 settembre 2021.
10. ↑   Michael Kotulla, Deutsche Verfassungsgeschichte : Vom alten Reich bis Weimar (1495-1934), Springer-Verlag, 2008, ISBN 978-3-540-48707-4, OCLC 646764876. URL consultato il 20 settembre 2021.
11. ↑   Ausgleich, su treccani.it. URL consultato il 3 marzo 2023.
12. ↑   European powers maintain focus despite killings in Sarajevo — History.com This Day in History — 6/30/1914, su web.archive.org, 23 giugno 2011. URL consultato il 27 giugno 2022 (archiviato dall'url originale il 23 giugno 2011).
13. ↑  (EN) Robert A. Kann, The multinational empire (Empire reform), vol. 2, New York, Octagon Books, 1950,  p. 305, SBN PUV0145422. Citato da: Storia Universale Feltrinelli, Vol. XXVIII, Wolfgang J. Mommsen L'Età dell'imperialismo, Europa 1885-1918, p. 153, Giangiacomo Feltrinelli Editore, Milano 1970 (ed. orig. Fischer Weltgeschichte 28: Wolfgang J. Mommsen Das Zeitalter des imperialismus, Fischer Bücherei GmbH, Frankfurt am Main 1969, traduz. dal tedesco di Heidi Ascheri.